# Gilmania
Gilmania é um género botânico pertencente à família Polygonaceae.
1. ↑  «Gilmania — World Flora Online». www.worldfloraonline.org. Consultado em 19 de agosto de 2020